# Straßenfilm
Le Straßenfilm (ou Strassenfilm, film de rue en allemand) est un sous-genre du cinéma muet en Allemagne sous la République de Weimar dans les années 1920. On y traite la rue par la séduction de la grande ville, comme un lieu visuellement stylisé, où le petit-bourgeois qui a abandonné sa maison se retrouve face à la tentation et au danger. Le milieu de la rue symbolise les chances mais aussi les dérives de la modernité auxquelles ce petit-bourgeois fait face avec fascination et crainte. Siegfried Kracauer invente le terme dans son livre, De Caligari à Hitler : une histoire psychologique du cinéma allemand.

## Histoire
Leopold Jessner et Paul Leni réalisent en 1921 Escalier de service que Lotte Eisner a considéré comme le premier Straßenfilm. Mais le premier film bien caractéristique est La Rue de Karl Grune en 1923 : un petit-bourgeois est pris dans une rue dans des machinations criminelles et se retrouve arrêté, accusé d'un assassinat ; innocenté, il revient piteux chez lui. Georg Wilhelm Pabst définit dans La Rue sans joie (1925) le décalage entre les milieux social et politique dans le style de la Nouvelle Objectivité : le cadre de vie du sous-prolétariat s'oppose au monde des nouveaux riches et de leurs plaisirs. Pabst traite de sujets moraux tels que la culpabilité et la séduction.
Dans La Tragédie de la rue (1927) de Bruno Rahn, Asta Nielsen joue une prostituée vieillissante dont la compassion se finit dans une maison de parias par un assassinat et le suicide. La côté démoniaque de la rue est ici stylisé dans des images oniriques. Dans Asphalte (1929), Joe May traite la rue de façon optimiste. L'occasion pour l'aventure et le changement est au premier plan, le héros trouve à travers la sincérité de ses sentiments malgré les dangers de la vie dans la rue une fin heureuse avec sa maîtresse.
Parmi les autres films de ce genre, on peut citer Crise de Pabst, Polizeibericht Überfall d'Ernő Metzner, Les Enfants de la rue de Carl Boese, Die Carmen von St. Pauli d'Erich Waschneck, Sur le pavé de Berlin de Phil Jutzi ou encore Razzia in St Pauli de Werner Hochbaum.

## Graphisme
Contrairement au Kammerspiel qui s'appuie sur la proximité et l'étroitesse, le Straßenfilm nécessite dans des plans larges autour des personnages. La photographie s'appuie sur le jeu entre l'ombre et la lumière pour représenter l'agitation et les sentiments qu'on peut rencontrer en ville. Souvent les scènes se situent durant la nuit et les décorations des vitrines des magasins et des revues servent d'éléments narratifs du film. La rue, selon Lotte H. Eisner, "par ses coins sombres puis éclairés, son activité attrayante, la lumière blafarde des réverbères, des phares des voitures, l'asphalte devenu brillant par la pluie ou l'usure, les fenêtres éclairées de maisons mystérieuses, le sourire fardé des prostituées", amène à l'incarnation du destin, donc à une vie bien remplie pour le personnage principal du film.

## Scénario
Kracauer note que, dans le Straßenfilm, malgré les esquisses d'une évasion du quotidien et les gestes rebelles et l'autoritarisme de son milieu, le "pécheur" a souvent des remords et revient à son monde bourgeois. Ce thème est souvent le même : "Finalement, l'individu enfreint les conventions sociales afin de saisir une tranche de vie, mais les conventions tendent plus fortes que le rebelle qui revient ou se suicide." Anton Kaes voit la rue représenter quelque chose comme "un lieu existentiel de la modernité, où l'homme est devenu l'objet de processus qu'il ne peut plus comprendre, ni contrôler".

## Source, notes et références
1. ↑  Anton Kaes: Film in der Weimarer Republik. In: Wolfgang Jacobsen, Anton Kaes, Hans Helmut Prinzler (Hrsg.): Geschichte des deutschen Films. Verlag J.B. Metzler, Stuttgart und Weimar 1993.  (ISBN 3-476-00883-5) S. 61

- (de) Cet article est partiellement ou en totalité issu de l’article de Wikipédia en allemand intitulé « Straßenfilm » (voir la liste des auteurs).
- Siegfried Kracauer, De Caligari à Hitler : une histoire psychologique du cinéma allemand, L'Âge d'Homme, 1973